# Ivan Stepanovič Jumašev
Ivan Stepanovič Jumašev (Tiflis, 9 ottobre 1895, 27 settembre del calendario giuliano – Leningrado, 2 settembre 1972) è stato un ammiraglio e politico sovietico, comandante della Flotta del Pacifico durante la seconda guerra mondiale e comandante in capo della Marina militare sovietica dal gennaio 1947 al luglio 1951.

## Biografia
Figlio di un impiegato, appena finita la scuola entrò nella Flotta del Baltico nel 1912. Servì come macchinista e fu poi promosso a glavnyj korabel'nyj staršina. Durante la Guerra civile russa servì sul Volga e sul Mar Caspio. Nel 1921 era ufficiale d'artiglieria sulla corazzata Petropavlovsk. Nel 1926 fu trasferito sulla Flotta del Mar Nero con il grado di capitano sull'incrociatore Komintern. Successivamente comandò l'incrociatore Profintern e le flottiglie di cacciatorpediniere.
Nel 1938 gli fu affidato il comandò della Flotta del Pacifico che guidò durante la guerra contro il Giappone nell'agosto 1945. L'anno dopo fu eletto nel Soviet Supremo. Nel 1947 fu promosso a comandante in capo della Marina sovietica e divenne viceministro delle Forze Armate, mentre dal 1950 al 1951 fu Ministro della Marina militare e in seguito direttore dell'Accademia navale sovietica. Si ritirò dal servizio nel 1957 e morì a Leningrado nel 1972.